# Lines of Code
Lines of Code (kurz LOC; englisch für Code-Zeilen i. S. v. Anzahl der Programmzeilen; engl.
source lines of code, SLOC) ist ein Begriff aus der Softwaretechnik. Es handelt sich dabei um eine Softwaremetrik, d. h. eine Maßzahl, um die Größe einer Codebasis eines Computerprogramms oder seines Wachstums zu beschreiben. Die Lines of Code sind im einfachsten Fall die Anzahl der Zeilen des Quelltextes, aus denen das Programm besteht.
Diese Metrik erlaubt keine direkten Aussagen über die Effizienz der Programmierer, denn die Anzahl der Zeilen hängt von unterschiedlichsten Faktoren ab: gewählte Architektur, Erfahrung des Programmierers, gewählte Lösung, Formatierung des Quellcodes, verwendete Programmiersprache usw. Zudem besagt die 80/20-Regel, dass 80 % der Zeilen in 20 % der Zeit geschrieben werden. So kann das gründliche Testen eines Programms sehr viel Zeit in Anspruch nehmen, während die Anzahl geänderter oder ergänzter Programmzeilen nur gering ist.
Üblicherweise rechnet man mit einer Produktivität – inklusive aller Projekttätigkeiten – von 10 bis 50 Codezeilen je Mitarbeiter und Tag. Ein Softwareentwicklungsprojekt mit einem gesamten Aufwand von 1.000 Personentagen (ca. 5 Personenjahre) sollte also zwischen 10.000 und 50.000 Lines of Code produziert haben.

## Berechnungsarten
Bei Lines of Code gibt es einige gängige Ausprägungen, die anhand des folgenden Beispiels in der Programmiersprache Java erläutert werden:
```
/* Wie viele Zeilen sind das? */

public
 
void
 
ausgabeEinsBisHundert
()
 
{

  
for
 
(
int
 
i
 
=
 
1
;
 
i
 
<=
 
100
;
 
i
++
)
 
{

    
System
.
out
.
print
(
" "
 
+
 
i
);
 
//hier die Ausgabe der Zahlen aus der Schleife

  
}

}

```

Lines of Code (LOC)
Auch physische Lines of Code genannt. Anzahl Zeilen inklusive Leerzeilen und Kommentare. In obigem Beispiel 7. Wird oft stellvertretend für eine der anderen Berechnungsarten genannt.
Source Lines of Code (SLOC)
Anzahl der Codezeilen ohne Leerzeilen und Kommentare. In obigem Beispiel 5.
Comment Lines of Code (CLOC)
Anzahl Kommentarzeilen, wobei nicht definiert ist, ob auch gemischte Zeilen mit Code und Kommentaren eingerechnet werden. In obigem Beispiel somit 1 oder 2.
Non-Comment Lines of Code (NCLOC)
Auch Non-Comment Source Lines (NCSL) oder Effective Lines of Code (ELOC) genannt. Anzahl der Codezeilen ohne Leerzeilen und Kommentare ohne Header und Footer. Header und Footer sind insbesondere die äußeren öffnenden und schließenden Klammern sowie (auf Klassenebene) Import/Include-Statements und (auf Methodenebene) Methodendeklarationen. Obiges Beispiel hat auf Methodenebene 3, auf Klassenebene 5 NCLOC.
Logical Lines of Code (LLOC)
Auch Number of Statements (NOS) genannt. Zählt die Anzahl der Anweisungen. Wird bspw. bei COCOMO verwendet. Obiges Beispiel enthält 2 LLOC. In der Programmiersprache C gelten allerdings die Instruktionen in for-Schleifen als eigenständige Anweisung, damit hätte obiges Beispiel 4 LLOC.

## Verwendung
Die meisten Vergleiche von Programmen über die LOC betrachten nur die Größenordnungen der Anzahl Zeilen verschiedener Projekte. Computerprogramme können aus nur wenigen Dutzend bis zu hunderten von Millionen Programmzeilen bestehen. Der Umfang eines Programmes in Codezeilen muss nicht zwangsläufig Rückschlüsse auf die Komplexität oder Funktionalität des Programms erlauben, da die Verwendung externer Frameworks und Programmbibliotheken, die verwendete Programmiersprache und auch die Formatierung des Quelltextes großen Einfluss auf die Codezeilen haben. Insbesondere sind Rückschlüsse auf die investierte Arbeitszeit meistens sinnfrei.
Auch bei Verwendung von Logical Lines of Code (LLOC) hängt das Verständnis, was unter einer Anweisung zu verstehen ist und wie die Komplexität derselben zu beurteilen ist, von der verwendeten Programmiersprache ab. So kann etwa in einem mehrere Bildschirmseiten umfassenden Assembler-Quelltext letztlich das gleiche Programm formuliert sein, wie in einigen wenigen Zeilen einer höheren Programmiersprache.
Abhängig vom Programmierer und den verwendeten Formatierungsrichtlinien kann das obige Beispiel in folgenden, programmtechnisch gesehen vollkommen gleichwertigen Quelltext umformuliert werden:
```
/* Wie viele Zeilen sind das? */

public
 
void
 
ausgabeEinsBisHundert
()
 
{

  
for
 
(
int
 
i
 
=
 
1
;
 
i
 
<=
 
100
;
 
i
++
)
 
System
.
out
.
print
(
" "
 
+
 
i
);
 
// hier die Ausgabe der Zahlen aus der Schleife

}

```

Nun besteht der Quelltext aus vier physischen Codezeilen (LOC), drei SLOC, je nach Berechnung ein bis zwei Comment Lines of Code (CLOC), einem Non-Comment Line of Code (auf Methodenebene) und weiterhin zwei logischen Programmzeilen (LLOC).
Da die hier getätigte Reduktion der Codezeilen die Lesbarkeit reduziert hat, ist die Komplexität des Programmes erhöht worden, was wiederum auf die Produktivität einen negativen Einfluss hat. Weniger Zeilen Code kann somit durchaus höhere Aufwände verursachen.
Die Größe Lines of Code wird u. a. auch zur Berechnung der Fehlerdichte eines Programms verwendet: Je nach Einsatzzweck sollte ein bestimmtes Maß an Programmfehlern nicht überschritten werden, z. B. max. 0,5 Fehler je KLOC (= Kilo = 1000 LOC) in militärischen oder Krankenhaussystemen.

## Beispiele
Hier sind einige Beispiele für die Anzahl der Zeilen von Programmcode in verschiedenen Betriebssystemen und Anwendungsprogrammen.
| Jahr                      | System                                       | SLOC in Mio. |
| ------------------------- | -------------------------------------------- | ------------ |
| Betriebssystem-Kernel     |                                              |              |
| 1983                      | Multics-Kernel                               | 0,25         |
| 1994                      | Linux-Kernel 1.0 (nur i386)                  | < 0,2        |
| 1996                      | Linux-Kernel 2.0 (IA-32, Alpha, MIPS, SPARC) | 0,72         |
| 1999                      | Linux-Kernel 2.2                             | 1,7          |
| 2001                      | Linux-Kernel 2.4                             | 3,2          |
| 2003                      | Linux-Kernel 2.6.0                           | 8,1          |
| 2005                      | XNU 792.x (Darwin 8.x bzw. Mac OS X 10.4)    | 2            |
| 2011                      | Linux-Kernel 2.6.39 und 3.0                  | 14,5         |
| 2012                      | Linux-Kernel 3.2 LTS                         | 15           |
| 2012                      | Linux-Kernel 3.6                             | 15,9         |
| 2015                      | Linux-Kernel 4.2                             | > 20         |
| 2018                      | Linux-Kernel 4.15                            | 25,3         |
| Komplette Betriebssysteme |                                              |              |
|                           | FreeBSD                                      | 8,8          |
|                           | OpenSolaris                                  | 9,7          |
| 1993                      | Windows NT 3.1                               | 4–5          |
| 1994                      | Windows NT 3.5                               | 7–8          |
| 1996                      | Windows NT 4.0                               | 11–12        |
| 2000                      | Debian GNU/Linux 2.2                         | 55–59        |
| 2000                      | Windows 2000                                 | > 29         |
| 2001                      | Windows XP                                   | 40           |
| 2002                      | Debian GNU/Linux 3.0                         | 104          |
| 2003                      | Windows Server 2003                          | 50           |
| 2005                      | Debian GNU/Linux 3.1                         | 215          |
| 2005                      | Mac OS X Tiger (10.4)                        | 86           |
| 2007                      | Debian GNU/Linux 4.0                         | 283          |
| 2007                      | Windows Vista                                | 50           |
| 2009                      | Debian GNU/Linux 5.0                         | 324          |
| 2009                      | Windows 7                                    | 40           |
| Andere Software           |                                              |              |
| 1983                      | Lotus 1-2-3 1.0                              | 0,02         |
| 1989                      | Lotus 1-2-3 3.0                              | 0,4          |
| 2007                      | SAP NetWeaver 2007                           | 238          |
| 2020                      | Mozilla Firefox                              | 22,3         |
| 2020                      | Chromium (Basis für Google Chrome)           | 34,9         |